# Manuel António Vassalo e Silva

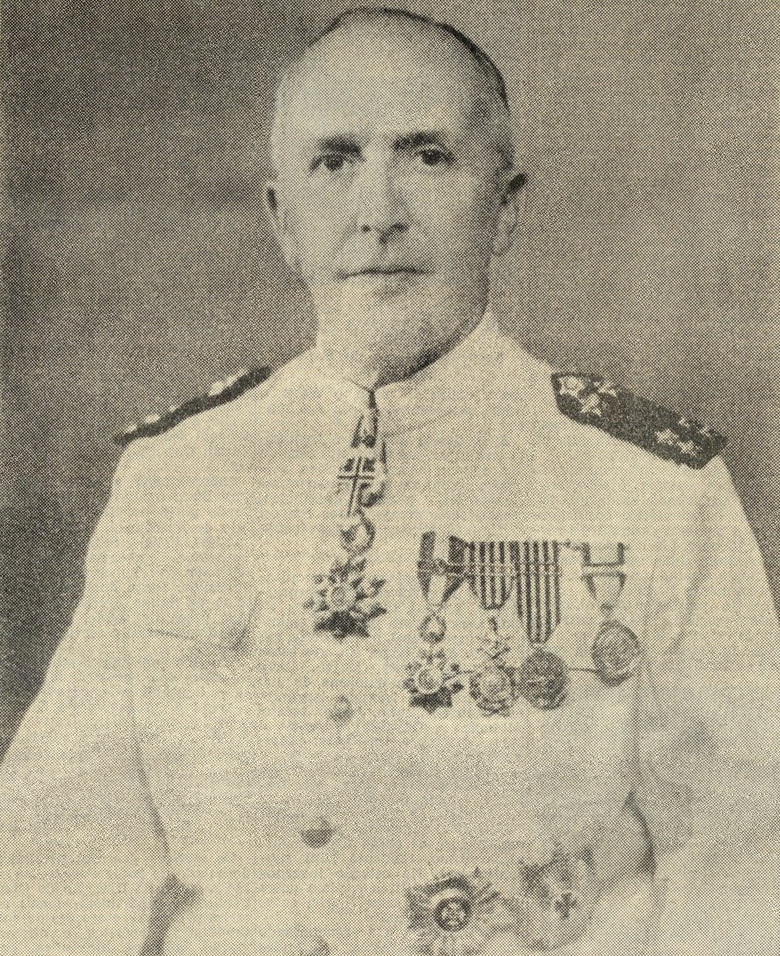
General Manuel Antonio Vassalo e Silva, gobernador general de la India Portuguesa.

Manuel António Vassalo e Silva (Torres Novas, 8 de noviembre de 1899 - Lisboa, 11 de agosto de 1985), fue el 128 ª y último Gobernador General de India Portuguesa.

## Antecedentes
Era el único hijo de Manuel Caetano da Silva (1870-1926) y su esposa Maria da Encarnação Vassalo (1869-1922) y hermano de Maria da Conceição, casada y con dos hijas, Juana y Aurora.

## Gobernador de la India portuguesa
En 1958 fue nombrado el 128.º Gobernador General de India Portuguesa para sustituir a Paulo Bénard Guedes, del cual él sería el último titular.
Cuando la República de India trató de anexar los territorios de Goa, Damao (de la que había sido separado en 1954 y anexionado por India en 1961, el enclave de Dadra y Nagar Haveli) y Diu del control portugués en diciembre de 1961, Manuel Vassalo e Silva, reconociendo la inutilidad de enfrentarse a un enemigo superior, desobedeció las órdenes directas del Presidente del Consejo de Ministros de Portugal António de Oliveira Salazar de luchar hasta la muerte y se ofreció a rendirse sin luchar. Después, cayó en desgracia a los ojos de Salazar, que nunca aceptó el fait accompli de la anexión.
Vassalo e Silva fue recibido con una recepción hostil cuando regresó a Portugal. Posteriormente, fue llevado a una corte marcial por no seguir las órdenes, expulsado del ejército y fue enviado al exilio. Regresó a Portugal, sólo en 1974, después de la caída del régimen, y fue devuelto a su condición de militar. Más tarde fue capaz de llevar a cabo una visita de Estado a Goa, donde se le dio una cálida recepción.
Recientemente se dijo por el político goano-portugués Narana Coissoró que Salazar le envió una cápsula de cianuro para su uso en caso de derrota.

## Familia
Estuvo casado con Fernanda Pereira e Silva Monteiro y tuvo un hijo y dos hijas: 
- Fernando Manuel Pereira Monteiro Vassalo e Silva (Lisboa, 6 de diciembre de 1925 - Lisboa, 9 de junio de 2006), casado con Maria Amélia Franco Veiga (Lisboa, 20 de marzo de 1932-17 de marzo de 2004), hija de Antonio Veiga y su esposa Rosa María García Franco, y la cuestión se había siete hijos, dos se casaron y tuvieron descendencia
- Maria Fernanda Pereira Monteiro Vassalo e Silva, casada con Rui Antonio da Cunha Bernardino, y tuvieron ocho hijos, seis se casaron y tuvieron descendencia
- Maria da Luz Pereira Monteiro Vassalo e Silva, casada con Antonio Sors Faias Lagrifa, nacido en Luanda, con hijos (su hijo Jorge Manuel Vassalo Sors Lagrifa (7 de mayo de 1948 hasta el 6 de febrero de 2005) fue el segundo marido sin descendencia de Ana Cristina da Gama Caeiro da Mota Veiga, nacido en Lisboa, Santos o-Velho, el 4 de junio de 1950, hija de António da Mota Veiga y su esposa Maria Emília da Gama Caeiro, anteriormente casada y divorciada de Marcelo Rebelo de Sousa)